# Пташково (Великопольське воєводство)
Пташково (пол. Ptaszkowo, нім. Gildau) — село в Польщі, у гміні Ґродзиськ-Велькопольський Ґродзиського повіту Великопольського воєводства.
Населення — 833 особи (2011).
У 1975-1998 роках село належало до Познанського воєводства.

## Демографія
Демографічна структура станом на 31 березня 2011 року:
|          | Загалом | Допрацездатний вік | Працездатний вік | Постпрацездатний вік |
| -------- | ------- | ------------------ | ---------------- | -------------------- |
| Чоловіки | 413     | 79                 | 293              | 41                   |
| Жінки    | 420     | 92                 | 244              | 84                   |
| Разом    | 833     | 171                | 537              | 125                  |